# Parc natural de s’Albufera de Mallorca

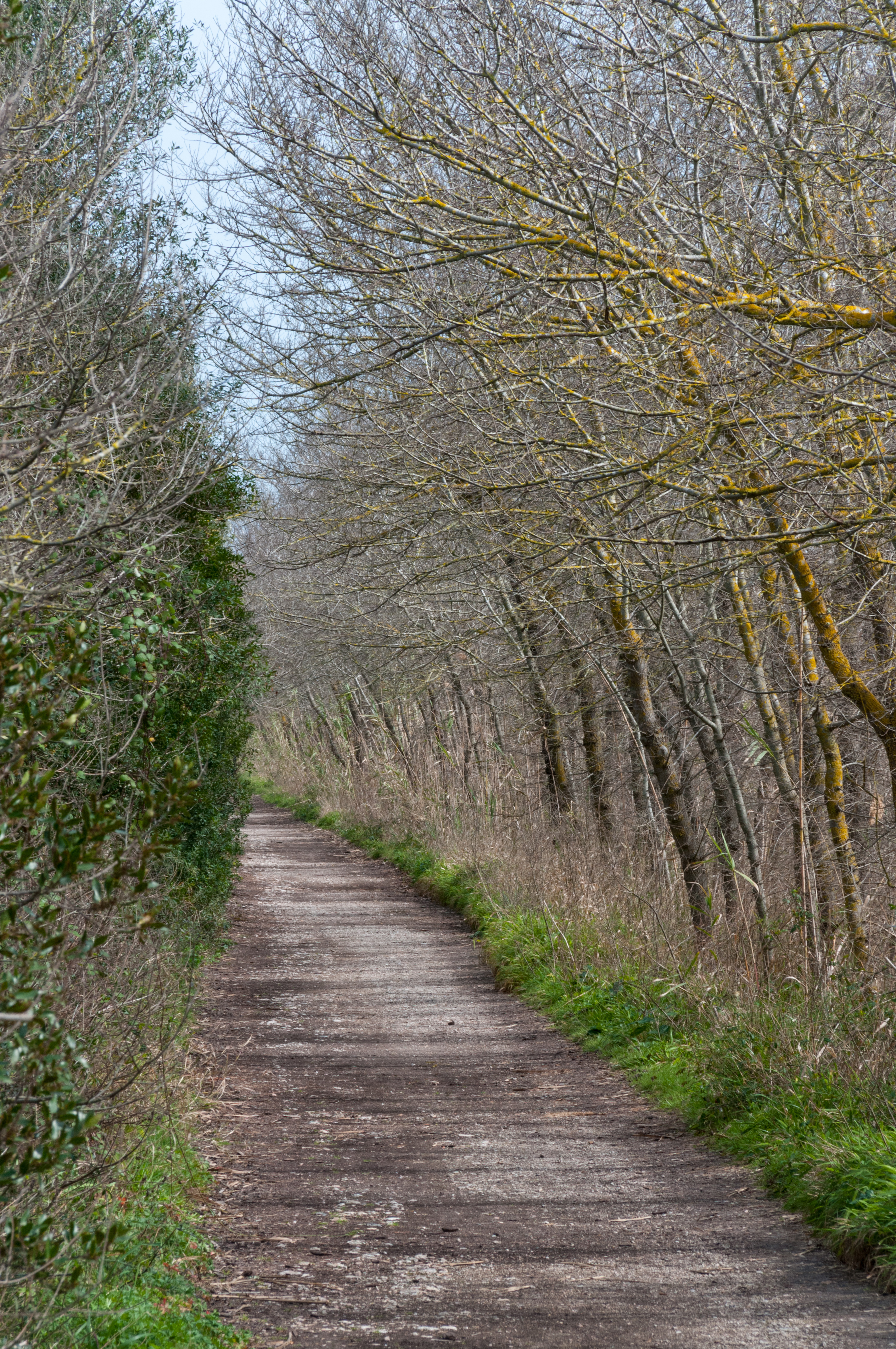
Hauptweg im Naturpark

Der Parc natural de s’Albufera de Mallorca (kastilisch Parque natural de la Albufera de Mallorca, ‚Naturpark s’Albufera von Mallorca‘) ist ein Naturschutzgebiet im Nordosten der spanischen Baleareninsel Mallorca, in der Region (Comarca) Plà de Mallorca.
Der 1646,48 Hektar große Naturpark wurde durch das Dekret 4/1998 der Regierung der Balearischen Inseln (Govern de les Illes Balears) im Jahr 1988 unter Schutz gestellt. Er gilt als Naturgebiet von besonderem Interesse (Àrea natural d’especial interès / ANEI) nach dem Gesetz 1/91 des balearischen Parlaments und als besondere Vogelschutzzone (Zona de Especial Interés para la Avifauna / ZEPA) nach der Richtlinie 79/409/EWG der Europäischen Kommission. Weiterhin besitzt er den Status eines Naturgebietes von internationaler Bedeutung entsprechend der Ramsar-Konvention.

## Geografie

### Geografische Lage

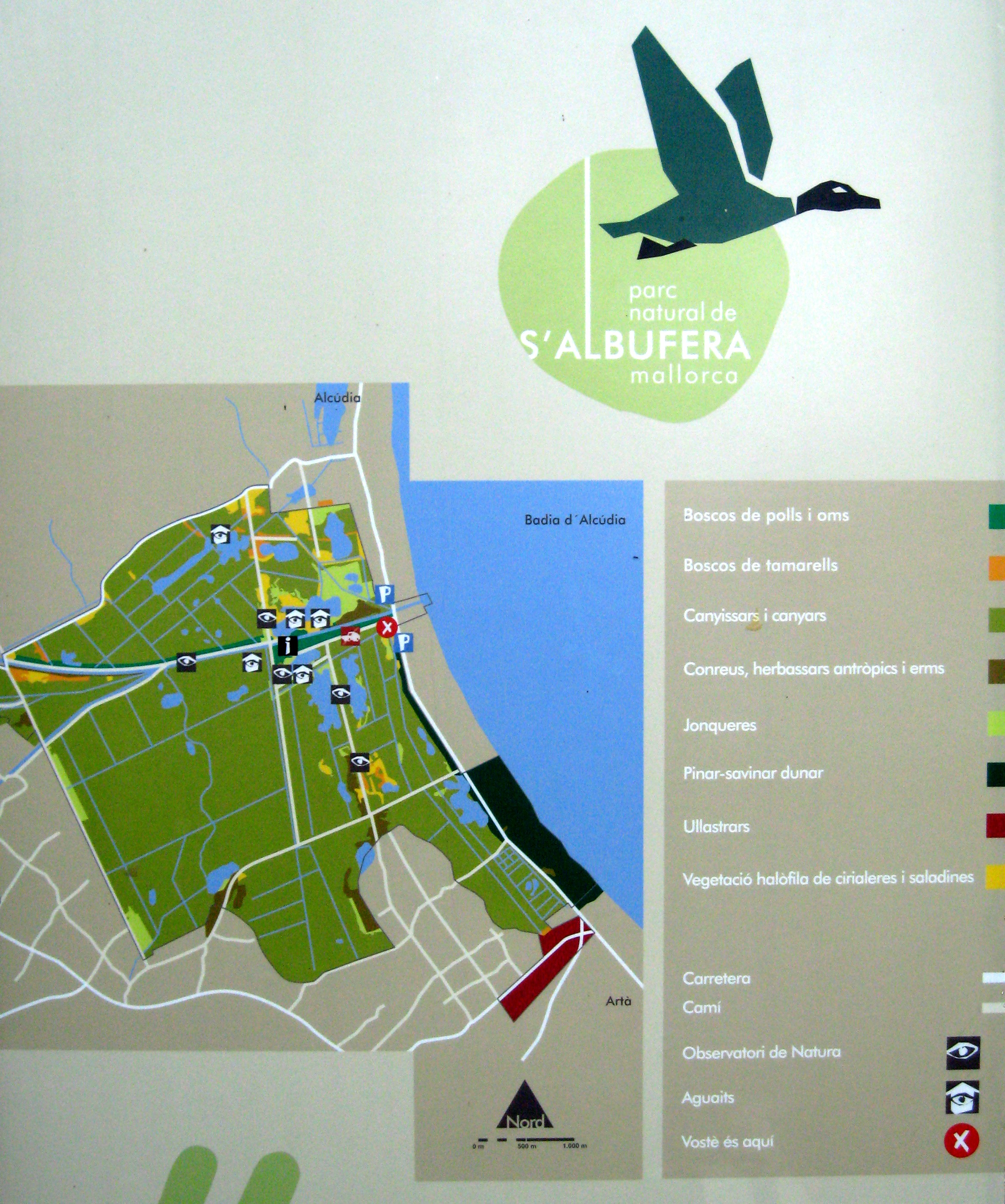
Karte des Naturparks

Bei s’Albufera, dessen Name von dem arabischen Wort für Lagune „al-buhayra“ hergeleitet wird, handelt es sich um das Feuchtgebiet eines verlandeten Sees, der durch Dünen vom Meer an der Badia d' Alcúdia („Bucht von Alcúdia“) getrennt war. Sedimentansammlungen führten zur Ansiedlung von Sumpfpflanzen auf dem immer flacher werdenden Seegrund. Als Beginn der Bildung des Feuchtgebietes wird eine Zwischeneiszeit vor etwa 100.000 Jahren angenommen, als durch die Entstehung einer Küstenbank der See vom östlich liegenden Meer abgeteilt wurde. In Zeiten höchster Wasserstände der letzten 10.000 Jahre reichte s’Albufera im Norden bis nahe dem Ort des antiken Theaters von Pol·lèntia. Noch zur Zeit der Zugehörigkeit Mallorcas zum Römischen Reich lag der Wasserspiegel etwa zwei bis drei Meter höher und auf dem Gebiet des heutigen Sumpflandes bestanden mehrere durch Kanäle miteinander verbundene Seen.
Das ehemals 2850 Hektar große Sumpfgebiet mit einem Durchmesser von 32 Kilometern wurde ab dem Jahr 1863 von einer britischen Firma an seinen Rändern teilweise trockengelegt. Neben der Landgewinnung zur landwirtschaftlichen Nutzung, die schon im 17. Jahrhundert mit der Anlage von mit Kanälen umgebenen Parzellen („Marjals“) begann, diente die Trockenlegung der Bekämpfung der Malaria. Die britischen Ingenieure Frederic Bateman und William Hope scheiterten jedoch bei der Entwässerung des Kerngebietes von s’Albufera am immer wieder eindringenden Meerwasser. Ihre Firma ging dadurch bankrott. Ab Anfang des 20. Jahrhunderts wurde auf einigen Flächen des Feuchtgebietes Reis angebaut und bei sa Roca innerhalb der Schilfbestandes entstand eine Papierfabrik, bis der einsetzende Tourismus mit dem ihn begleitenden Bau von Hotelsiedlungen („Urbanizaciónes“) im gesamten nördlichen Teil von s’Albufera und entlang der östlichen Küste diese Wirtschaftszweige in den 1960er Jahren wieder verdrängte.

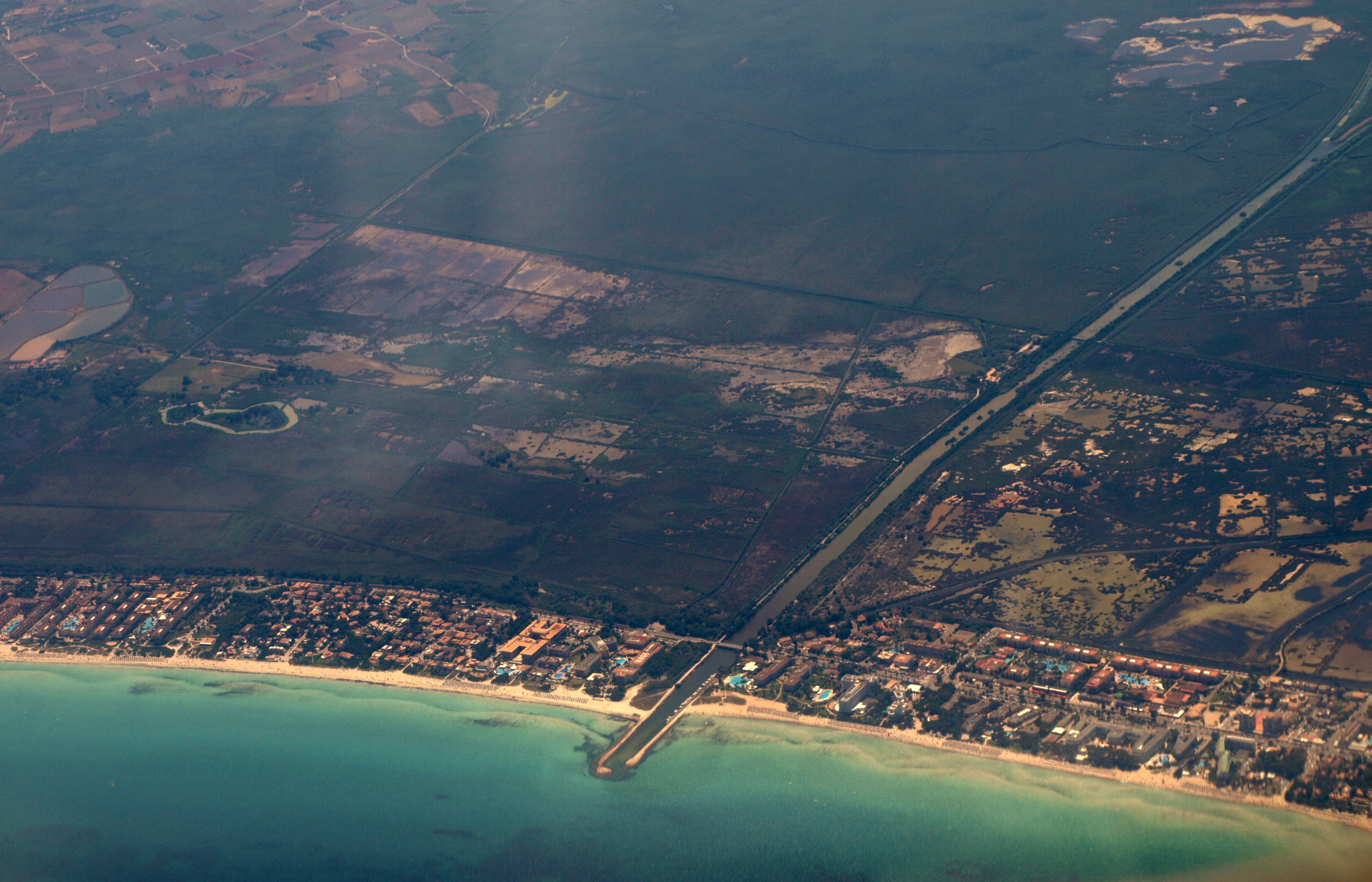
Canal Gran de s'Albufera

Das verbliebene Feuchtgebiet von etwa 1650 Hektar wurde im Jahr 1988 zum Naturschutzgebiet erklärt. Es liegt fast vollständig auf dem Gebiet der Gemeinde Muro, nur ein kleiner Teil im Nordwesten gehört zu Sa Pobla. Bei s’Oberta, der Mündung des Canal Gran de s’Albufera in die Badia d’Alcúdia südlich der Siedlung ses Fotges, und bei es Comú de Muro reicht der Naturpark bis ans Mittelmeer. Ausgespart sind die Küstensiedlungen Platges de Mallorca und es Braç südlich von s’Oberta. Die nördliche Begrenzung des Naturparks bildet die Siedlung las Gaviotas, südlich reicht er bis fast an die Gemeindegrenze von Muro zum Ortsteil Can Picafort von Santa Margalida. Die Orte sind durch die Küstenstraße MA-12 vom nördlich angrenzenden Alcúdia nach Artà miteinander verbunden. Die Westgrenze des Naturschutzgebietes liegt am Canal des Polls bei son Mieres, zwischen Can Blau im Norden und Font de Son Sant Joan.

### Klima
Das Gebiet des Parc natural de s’Albufera de Mallorca verfügt über ein mediterranes Klima mit einer durchschnittlichen Jahrestemperatur von etwas über 16 °C und einem durchschnittlichen Niederschlag von 600 bis 700 mm pro m² innerhalb eines Jahres. Die meisten Niederschlagsmengen konzentrieren sich auf den Herbst.

## Lebewesen

### Pflanzenreich

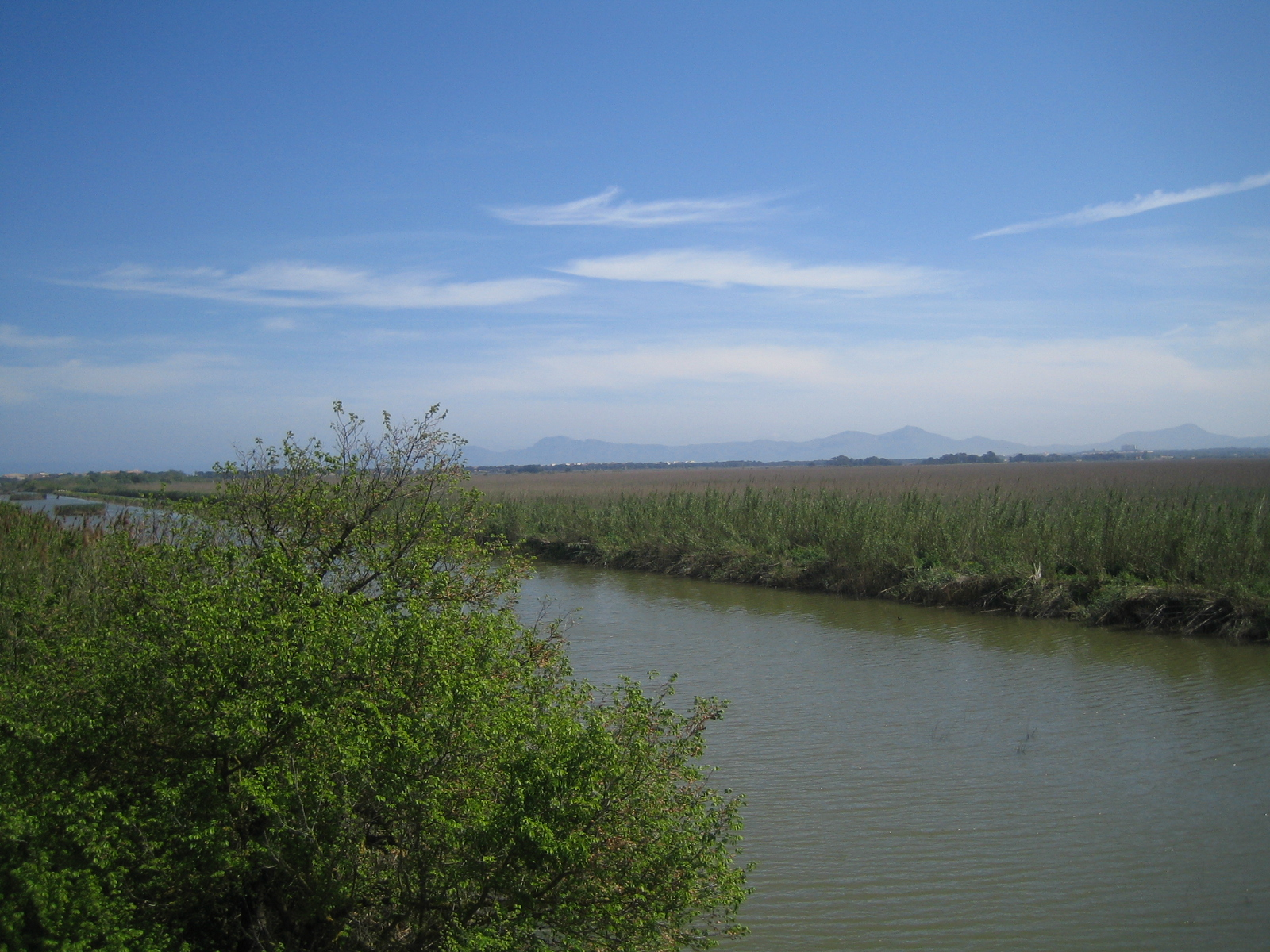
Landschaft im Schutzgebiet

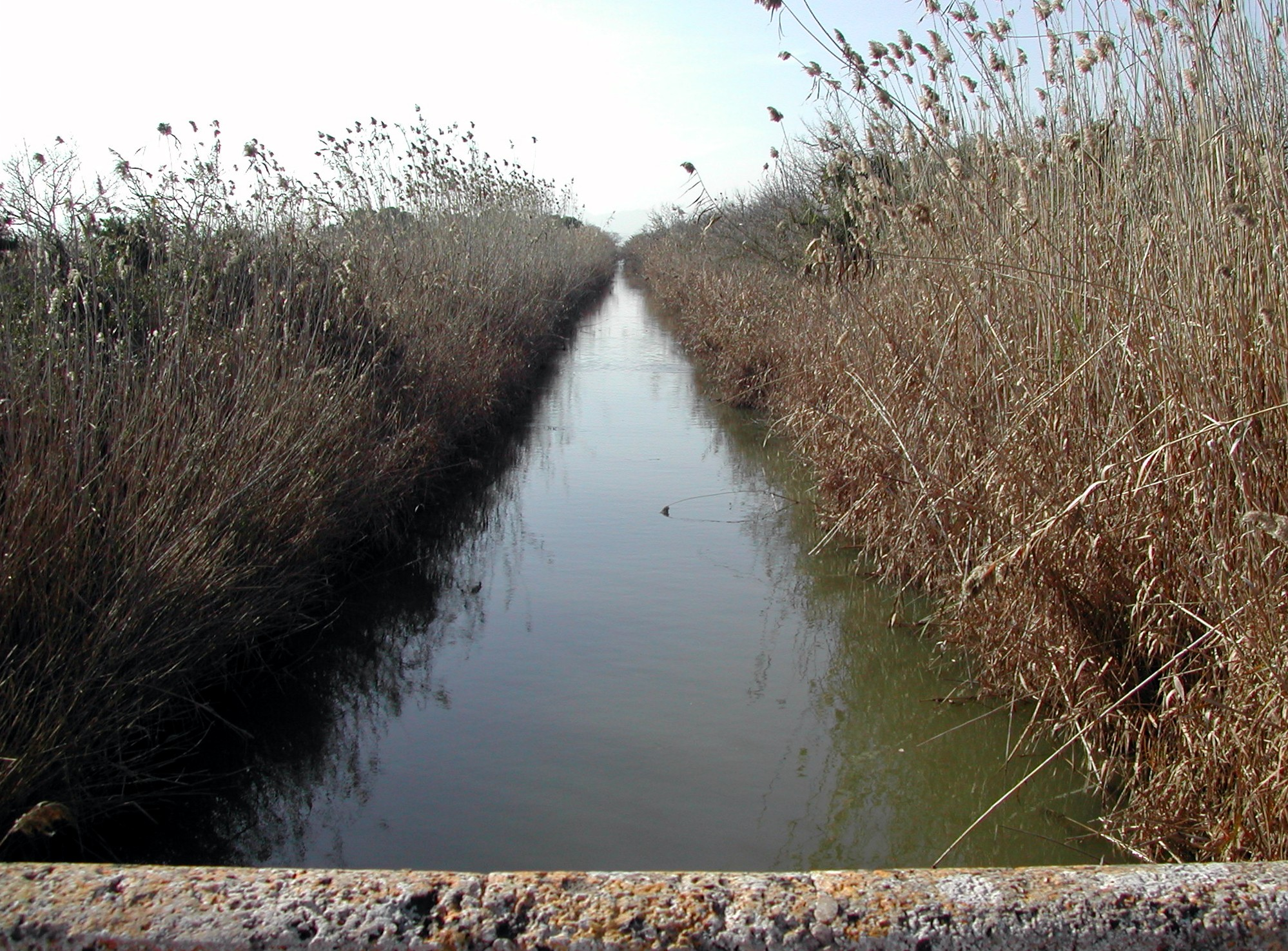
Röhricht an einem der Kanäle

Das Sumpfland von s’Albufera, das den größten Teil der Fläche des Naturschutzgebietes ausmacht, wird gespeist aus den Zuflüssen der Sturzbäche Torrent de Muro und Torrent de Sant Miquel. Das Süßwasser verteilt sich in den von Menschenhand angelegten Kanälen. Die größten unter diesen künstlichen Entwässerungsgräben sind der Canal Gran de s’Albufera, der Canal des Sol und der Canal sa Siurana im Zentrum des Naturparks, der Canal d’en Pujol, der den Naturpark von Nord nach Süd durchschneidet, der Canal des Polls an dessen Westgrenze, sowie der Canal de Molines und der Canal d’en Pep im Süden. In den niederschlagsarmen Sommermonaten versiegt der Süßwasserzustrom und Meerwasser dringt von der Badia d’Alcúdia aus in die s’Albufera ein. Daraus resultieren je nach Lage unterschiedliche Salzgehalte im Boden, was Einfluss auf die dort siedelnden Pflanzenarten hat, von denen im Naturschutzgebiet mehr als 400 verschiedene vorkommen.
Die weniger vom Salzwasser beeinflussten Feuchtgebiete von s’Albufera sind durch verschiedene Gräser wie Binsen (Juncus), Schilfrohr (Phragmites australis), Ravennagras (Saccharum ravennae) und Rohrkolben (Typha) besiedelt. An den Ufern der Kanäle stehen vielfach Galeriewälder aus Ulmen (Ulmus) und Pappeln (Populus). In ihrem Schatten gedeihen Eingriffeliger Weißdorn (Crataegus monogyna), Brombeersträucher (Rubus fruticosus), Mittleres Immergrün (Vinca difformis) und Kriechendes Fingerkraut (Potentilla reptans). Im Wasser der Kanäle kommen Laichkraut (Potamogeton), Hornblatt (Ceratophyllum) und verschiedene Arten von Armleuchteralgen (Characeae) vor, die Oberfläche der stillen Gewässer sind teilweise mit Wasserlinsen (Lemna) und Wasserkresse (Rorippa amphibia) bedeckt.
Auf den meernahen salzhaltigeren Flächen wachsen neben Binsen auch Queller (Salicornia) und Strohblumen (Helichrysum). Bodenerhebungen sind mit Kugelsimsen (Scirpoides holoschoenus), Wegerichen (Plantago) und verschiedenen Arten von Orchideen (Orchidaceae) bestanden. Auch Bäume, wie Ulmen, Tamarisken (Tamarix) und Weiß-Pappeln (Populus alba), vertragen den salzigeren Boden. Vom Mittelmeer wird s'Albufera durch einen Dünenstreifen abgeschirmt, auf dem strandseitig Dünen-Trichternarzissen (Pancratium maritimum), Polei-Gamander (Teucrium polium), Gewöhnlicher Strandhafer (Ammophila arenaria) und Großfrüchtiger Wacholder (Juniperus macrocarpa) vorkommen. Landeinwärts vor dem Sumpfgebiet wächst ein Waldstreifen aus Aleppo-Kiefern (Pinus halepensis), unter denen sich Mastixsträucher (Pistacia lentiscus), Rosmarin (Rosmarinus officinalis), Vielblütige Heide (Erica multiflora), Stechwinden (Smilax) und eine endemische Spatzenzunge (Thymelaea velutina) ausbreiten.

### Tierwelt
Ein wichtiger Grund der Einrichtung des Naturparks war der Schutz der dort vorkommenden Vogelpopulationen, die in s’Albufera mit beobachteten 271 verschiedenen Arten mehr als zwei Drittel aller auf den Balearischen Inseln vorkommenden Vogelarten ausmachen. Zu unterscheiden sind hierbei die in s’Albufera de Mallorca nistenden einheimischen Vögel, die das Gebiet als Durchgangsstation nutzenden Zugvögel und andere dort vorkommende Arten, die zwar anderweitig nisten, den Naturpark aber als Futterquelle anfliegen.

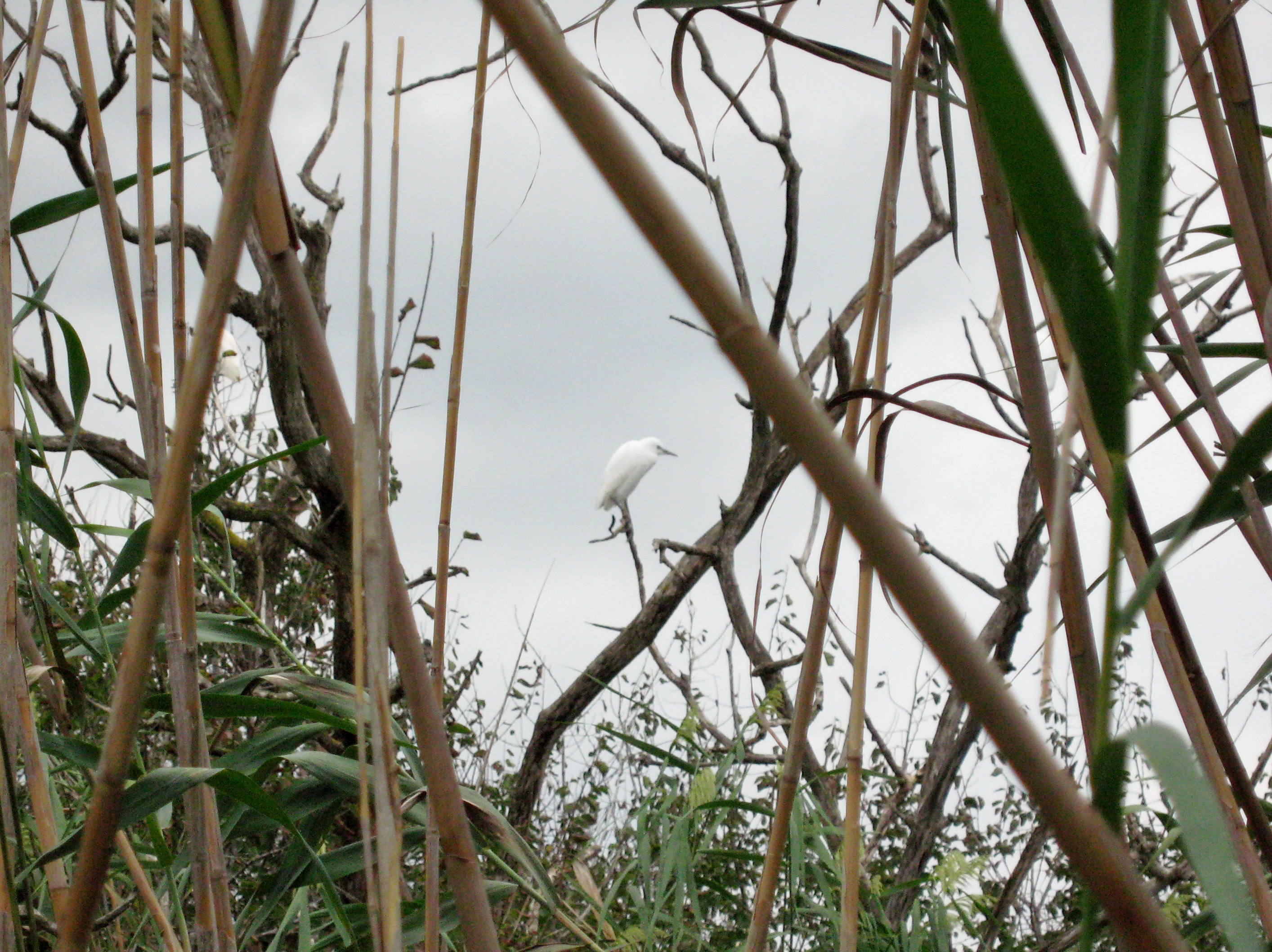
Seidenreiher (Egretta garzetta)

Zu den im Parc natural de s'Albufera brütenden 61 Arten gehören die Stockente (Anas platyrhynchos), das Blässhuhn (Fulica atra), das in Europa sehr seltene Kammblässhuhn (Fulica cristata), die Teichralle (Gallinula chloropus), der Zwergtaucher (Tachybaptus ruficollis), die Blaumeise (Cyanistes caeruleus), die Zwergdommel (Ixobrychus minutus), der Stelzenläufer (Himantopus himantopus) und der Schilfrohrsänger (Acrocephalus schoenobaenus). Zur Erhaltung der Art wurden auch Weißkopf-Ruderenten (Oxyura leucocephala) in s'Albufera eingesetzt. Unter den Zugvögeln überwintern hier Kormorane (Phalacrocorax carbo), Graureiher (Ardea cinerea), Pfeifenten (Anas penelope), Krickenten (Anas crecca), Löffelenten (Anas clypeata) und Tafelenten (Aythya ferina).

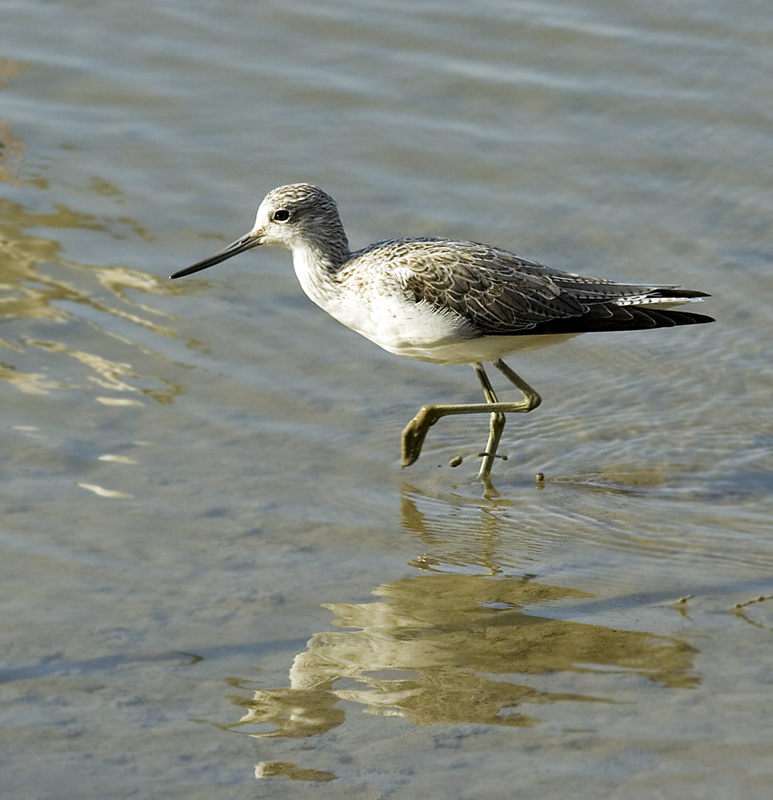
Grünschenkel (Tringa nebularia)

Als Durchgangsstation im Frühjahr und Herbst wird s’Albufera von Flamingos (Phoenicopteriformes, Phoenicopteridae), Nachtreihern (Nycticorax nycticorax) und Watvögeln (Charadriiformes), wie Strandläufer (Calidris), Regenpfeifer (Charadriidae), Große Brachvögel (Numenius arquata) und Uferschnepfen (Limosa limosa), seltener auch durch Störche (Ciconiidae) genutzt. An Greifvögeln kommen Rohrweihe (Circus aeruginosus), Wanderfalke (Falco peregrinus), Turmfalke (Falco tinnunculus) und Fischadler (Pandion haliaetus) vor. Auch Seidenreiher (Egretta garzetta) und Lachmöwen (Larus ridibundus) suchen im Naturpark nach Futter.
Unter den Reptilien kommt die Vipernatter (Natrix maura) in s’Albufera häufig vor, ebenso manche Eidechsen und die Europäische Sumpfschildkröte (Emys orbicularis). Bei den Amphibien bildet vor allem der Iberische Wasserfrosch (Rana perezi; Syn.: Pelophylax perezi) eine große Population. In den Gewässern des Naturparks gibt es 29 Fischarten, neben größeren Beständen an Barschen (Percidae), Europäischen Wolfsbarschen (Dicentrarchus labrax), Schwarzgrundeln (Gobius niger), Meeräschen (Mugilidae) und Zwiebelfischen (Alburnus alburnus) auch viele Aale (Anguilla anguilla). Sie kommen als Jungaale über die Sturzbachmündungen der Torrents in das Feuchtgebiet von s’Albufera und verlassen dieses wieder nach acht bis neun Jahren zur Fortpflanzung in Richtung Sargassosee im Atlantischen Ozean.
Von den Säugetieren sind im Naturpark nur kleinere Arten anzutreffen, meist Nagetiere wie Ratten und Mäuse. Daneben gibt es acht Arten von Fledermäusen, unter ihnen die seltene Mopsfledermaus (Barbastella barbastellus).

## Zugang

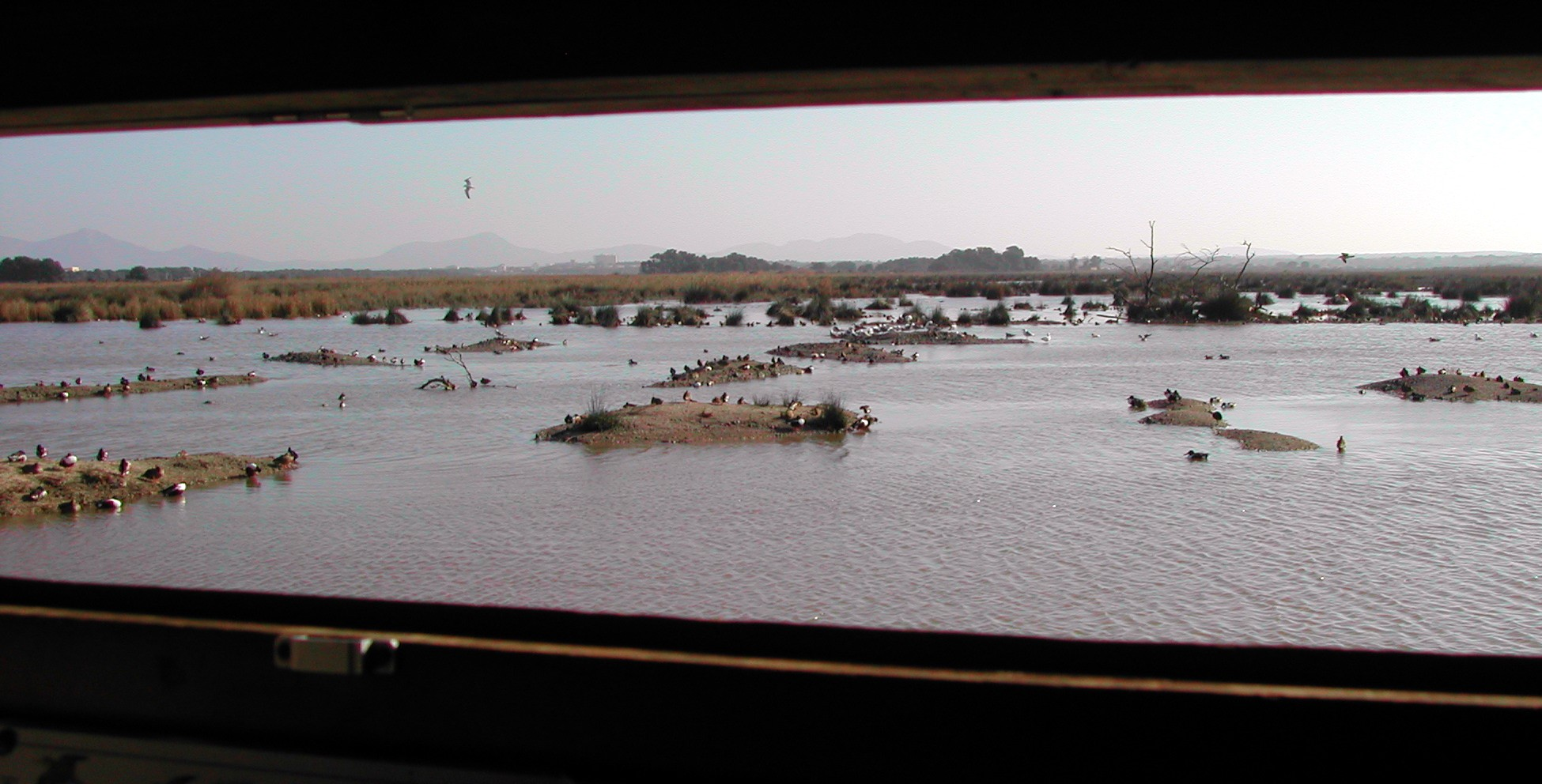
Beobachtungsstand

Der Parc natural de s’Albufera de Mallorca ist für die Öffentlichkeit zugänglich. Innerhalb des Naturparks wurden Beobachtungsstände für Besucher eingerichtet, von denen aus man die Vögel beobachten kann, ohne diese zu stören. Der Eingang zum Park befindet sich sechs Kilometer vom Zentrum Alcúdias entfernt an der Pont dels Anglesos („Brücke der Engländer“) über den Canal Gran de s’Albufera, kurz vor dessen Mündung ins Meer bei s’Oberta. Die über die Brücke verlaufende Landstraße MA-12 verbindet Port d'Alcúdia mit Can Picafort.

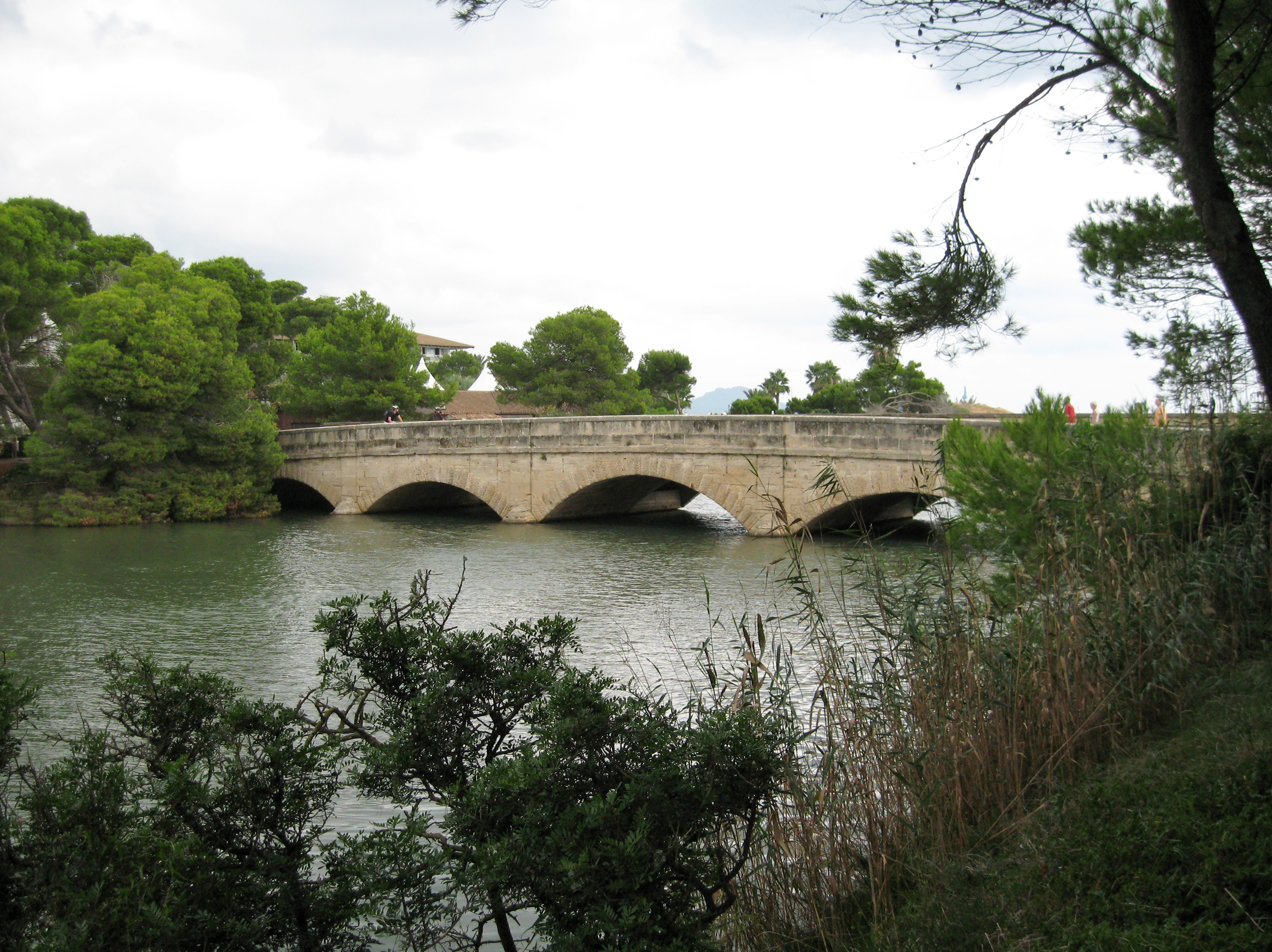
Pont dels Anglesos

Von der Pont dels Anglesos, auch Pont de Ses Comportes oder Pont de Ses Casetes genannt, erreicht man auf einem Weg zwischen dem Canal Gran und dem Canal des Sol nach etwa einem Kilometer das Centre de Recepció sa Roca („Empfangszentrum sa Roca“). Es befindet sich im Gebäude einer ehemaligen Papiermühle, in der Schilf als Grundlage der Papierherstellung diente. Von sa Roca („der Fels“) führen fünf ausgeschilderte Wegrouten durch den Naturpark von s’Albufera. Neben vier Beobachtungsstationen befindet sich auch ein kleines Museum im Inneren des Parks.
Am Empfangszentrum von sa Roca, das täglich von 09:00 Uhr bis 16:00 Uhr geöffnet ist, sind Informationsbroschüren zum Naturpark erhältlich. Der Park selbst ist vom 1. April bis 30. September  von 09:00 bis 18:00 Uhr, vom 1. Oktober  bis 31. März von 09:00 bis 17:00 Uhr geöffnet. Zur Begehung des Naturparks ist eine dortige offizielle, aber kostenlose, Anmeldung erforderlich. Das weitläufige Wegenetz entlang der Wasserkanäle kann auf eigene Faust erkundet werden. Nach Voranmeldung sind auch zweistündige Führungen durch Umwelterzieher innerhalb des Naturparks möglich. Die Führungen für Gruppen von weniger als 20 Personen finden nur an Sonnabenden jeweils vormittags statt.